# Johan Råsbrink
Johan Ibert Råsbrink, född 9 augusti 1967 i Linköping, är en svensk innebandydomare på elitnivå från Östergötland. Han dömde SM-finalen 2011 tillsammans med Håkan Grahn-Gustavsson.